# Vestbanestasjonen
Se även Vestbanen (olika betydelser).
Vestbanestasjonen är en tidigare järnvägsstation  i Oslo i Norge. 
Vestbanestasjonens byggnad, som ligger på Brynjulf Bulls plass 1 och som i dagligt tal kallas "Vestbanen", byggdes 1872 och fungerade som slutstation för Drammensbanen fram till 1989, då samtliga persontåg istället började gå via Oslotunnelen (som blev klar 1980) till Oslo Sentralstasjon. Byggnaden ritades av Georg Andreas Bull i historicistisk stil och uppfördes i putsad tegelsten. Fasaden mot Rådhusplassen med sina två låga torn står diagonalt i förhållande till byggnadens huvudriktning.
Idag innehåller byggnaden Nobels Fredssenter.

## Bildgalleri

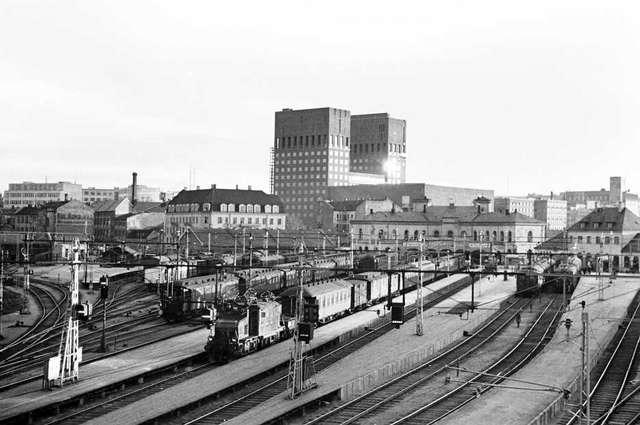
Vestbanestasjonen, 1938
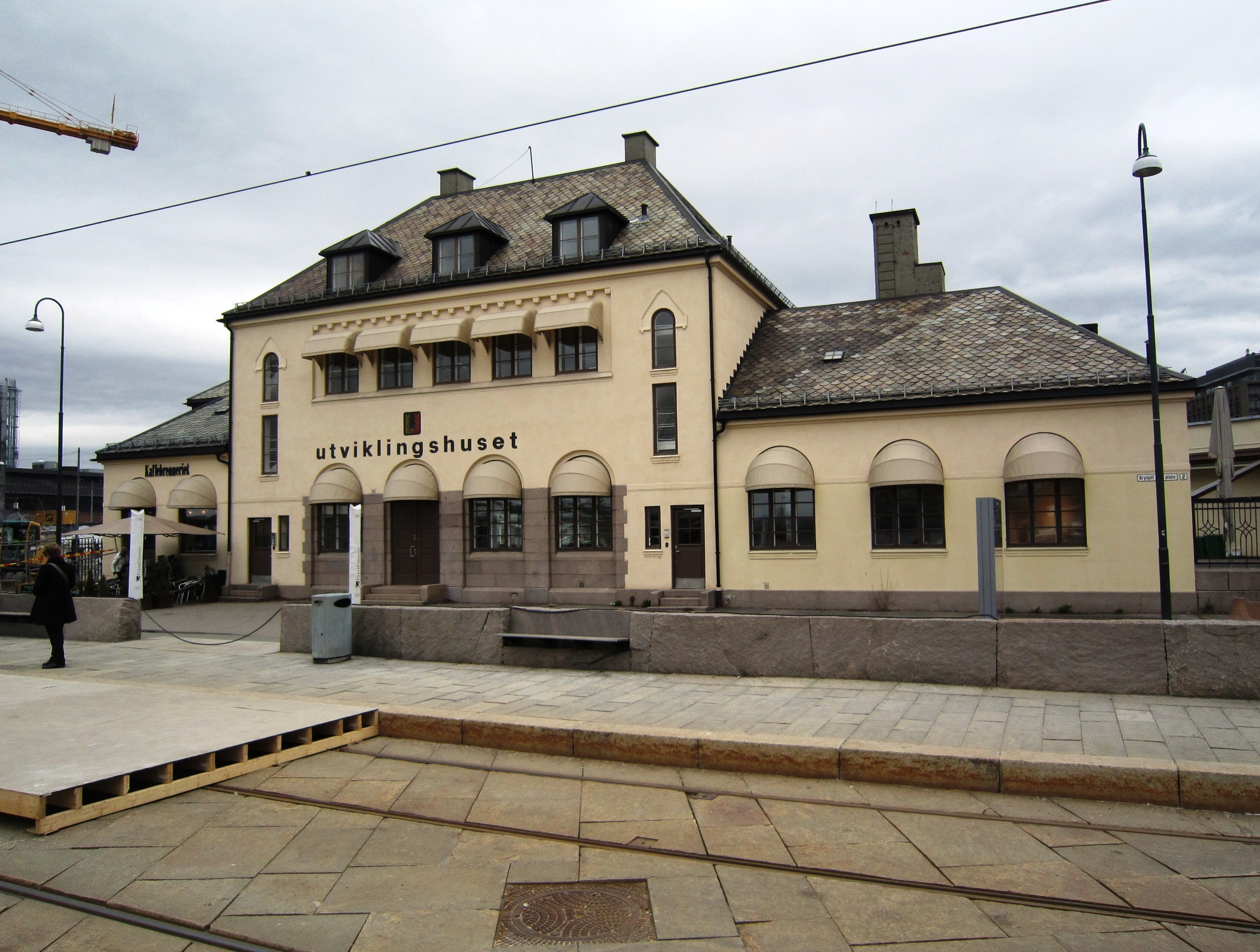
Lokalstasjonen på Brynjulf Bulls plass 2